# Onstmettinger Bank
Die Onstmettinger Bank eG ist eine Genossenschaftsbank mit Sitz im Stadtteil Onstmettingen in der baden-württembergischen Stadt Albstadt im Zollernalbkreis.

## Geschichte
Am 7. September des Jahres 1893 verpflichteten sich 51 Onstmettinger Bürger zur Gründung einer Raiffeisen’schen Darlehenskasse. Am 20. Oktober 1893 wurde die dann später als Onstmettinger Bank eG firmierende Bank mit 49 Personen, die sich zu einem Verein zusammenschlossen, in der früher selbstständigen Gemeinde Onstmettingen gegründet und hat sich bis heute ihre Eigenständigkeit bewahrt.

## Rechtsverhältnisse
Die Onstmettinger Bank eG ist im Genossenschaftsregister beim Amtsgericht Stuttgart unter GnR 400010 eingetragen.

## Organisationsstruktur
Rechtsgrundlagen sind das Genossenschaftsgesetz und die durch die Vertreterversammlung beschlossene Satzung. Organe der Bank sind der Vorstand, der Aufsichtsrat und die Vertreterversammlung.

## Sicherungseinrichtung
Die Onstmettinger Bank eG ist der amtlich anerkannten Sicherungseinrichtung des Bundesverbandes der Deutschen Volksbanken und Raiffeisenbanken GmbH und der zusätzlichen freiwilligen Sicherungseinrichtung des Bundesverbandes der Deutschen Volksbanken und Raiffeisenbanken e.V. angeschlossen. Weiterhin gehört sie dem Baden-Württembergischen Genossenschaftsverband und darüber dem BVR an.

## Geschäftsausrichtung
Die Onstmettinger Bank eG betreibt das Universalbankgeschäft. Im Verbundgeschäft arbeitet sie mit der DZ Bank, R+V Versicherung, Bausparkasse Schwäbisch Hall, Teambank, VR Leasing,  DZ Hyp und der Union Investment zusammen.

## Geschäftsgebiet
Das Geschäftsgebiet liegt im nördlichen Teil von Albstadt im Süden des Zollernalbkreises.
Neben der Geschäftsstelle am Hauptsitz der Bank wird keine weitere Geschäftsstelle betrieben.
Ebenfalls in Albstadt mit sich angrenzendem Geschäftsgebiet ist die Volksbank Albstadt eG ansässig.